# Weybourne (Surrey)
Weybourne est un village du Surrey, en Angleterre.